# Tarcisio Burgnich
Tarcisio Burgnich (Ruda, Údine, 25 de abril de 1939-Forte dei Marmi, Lucca, 26 de mayo de 2021) fue un futbolista y entrenador italiano. Jugó de defensa.

## Trayectoria
Su primer club fue el Udinese. Tras dos temporadas con los blanquinegros de Údine, fue contratado por Juventus y Palermo, para luego pasar al Inter de Milán, con el que jugó 467 partidos en Serie A, ganando en el espacio de doce años cuatro Scudetti, dos Copas de Europa y dos Copas Intercontinentales.
Concluyó su carrera en el Napoli, donde ganó una Copa de Italia y una Anglo-Italian League Cup. Muy apreciado por sus dotes de líbero, su humildad y sobriedad, fue apodado 'a roccia ("la roca", en napolitano) por los hinchas partenopeos.
Como entrenador debutó en el Livorno (1978).

## Selección nacional
Ha sido uno de los máximos protagonistas de la Selección italiana en las décadas de los 60 y 70, jugando 66 partidos y marcando dos goles, uno en la semifinal de México 70 Italia-Alemania 4:3 (la Partita del secolo o Jahrhundertspiel, el "Partido del siglo"). Con la Squadra Azzurra ganó la Eurocopa 1968.

### Participaciones en Copas del Mundo
| Mundial                        | Sede                | Resultado     |
| ------------------------------ | ------------------- | ------------- |
| Copa Mundial de Fútbol de 1966 | Inglaterra          | Primera ronda |
| Copa Mundial de Fútbol de 1970 | México              | Subcampeón    |
| Copa Mundial de Fútbol de 1974 | Alemania Occidental | Primera ronda |

### Participaciones en Eurocopas
| Eurocopa      | Sede   | Resultado |
| ------------- | ------ | --------- |
| Eurocopa 1968 | Italia | Campeón   |

## Clubes

### Como futbolista
| Club              | País   | Año       |
| ----------------- | ------ | --------- |
| Udinese Calcio    | Italia | 1958-1960 |
| Juventus FC       | Italia | 1960-1961 |
| US Palermo        | Italia | 1961-1962 |
| FC Inter de Milán | Italia | 1962-1974 |
| SSC Napoli        | Italia | 1974-1977 |

### Como entrenador
| Club              | País   | Año       |
| ----------------- | ------ | --------- |
| US Livorno        | Italia | 1978-1980 |
| US Catanzaro      | Italia | 1980-1981 |
| Bolonia FC        | Italia | 1981-1982 |
| AC Como           | Italia | 1982-1984 |
| Genoa CFC         | Italia | 1984-1986 |
| LR Vicenza        | Italia | 1986-1987 |
| AC Como           | Italia | 1987-1988 |
| US Catanzaro      | Italia | 1988-1989 |
| US Cremonese      | Italia | 1989-1991 |
| Salernitana Sport | Italia | 1991-1992 |
| AC Como           | Italia | 1992-1993 |
| AS Livorno        | Italia | 1994-1995 |
| Foggia Calcio     | Italia | 1995-1997 |
| Genoa CFC         | Italia | 1997-1998 |
| AS Lucchese       | Italia | 1998-1999 |
| Ternana Calcio    | Italia | 1999-2000 |
| Pescara Calcio    | Italia | 2000-2001 |

## Palmarés

### Campeonatos nacionales
| Título         | Club              | País   | Año       |
| -------------- | ----------------- | ------ | --------- |
| Serie A        | Juventus FC       | Italia | 1960-1961 |
| Serie A        | FC Inter de Milán | Italia | 1962-1963 |
| Serie A        | FC Inter de Milán | Italia | 1964-1965 |
| Serie A        | FC Inter de Milán | Italia | 1965-1966 |
| Serie A        | FC Inter de Milán | Italia | 1970-1971 |
| Copa de Italia | SSC Napoli        | Italia | 1975-1976 |

### Copas internacionales
| Título                   | Equipo (*)         | País   | Año       |
| ------------------------ | ------------------ | ------ | --------- |
| Copa de Europa           | FC Inter de Milán  | Italia | 1963-1964 |
| Copa Intercontinental    | FC Inter de Milán  | Italia | 1964      |
| Copa de Europa           | FC Inter de Milán  | Italia | 1964-1965 |
| Copa Intercontinental    | FC Inter de Milán  | Italia | 1965      |
| Eurocopa                 | Selección Italiana | Italia | 1968      |
| Anglo-Italian League Cup | SSC Napoli         | Italia | 1976      |

(*) Incluyendo la selección